# Парк Перемоги (станція метро, Москва)
55°44′10″ пн. ш. 37°31′00″ сх. д. / 55.73611° пн. ш. 37.51667° сх. д.
«Парк Перемоги» (рос. Парк Победы) — 165-а станція Московського метрополітену, розташована на Арбатсько-Покровській та Солнцевській лініях. Відкрита 6 травня 2003 року як станція Арбатсько-Покровської лінії; з 31 січня 2014 року по одній з вільних колій здійснювали човниковий рух поїздів Солнцевського радіусу; з 16 березня 2017 року кросплатформова пересадка розпочала роботу у повноцінному режимі.

## Особливості
Глибина закладення — 73,6 м, найглибша в Москві, третя в Росії (після «Адміралтейської» і «Комендантського проспекту» у Санкт-Петербурзі), і одна з найглибших у метрополітенах СНД (станція «Арсенальна» у Києві має глибину закладення 105,5 м). Довжина ескалаторів великого нахилу — 126 м, висота підйому 63,4 метри — теж найбільша в Москві. Висота підйому ескалаторів малого нахилу — 3,6 м.
Станція складається з двох незалежних залів, сполучних двома переходами. Одна колія у кожному з них призначалася для Арбатсько-Покровської лінії, інша — для хорди Митіно — Бутово.

## Вестибюль
Спочатку вестибюль мав тільки один вихід із західного торця південного залу, але 16 березня 2017 року було відкрито другий ескалаторний нахил з північного залу. Із західного торця південного залу, звідки по найдовшому в Москві ескалатору (126 метрів) можна піднятися в аванзал, а з нього, у свою чергу, коротким ескалатором — в підземний вестибюль, що з'єднаний з побудованим за кілька років до відкриття станції підземним переходом під Кутузовським проспектом. Звідти є виходи до вулиці Барклая, Тріумфальної арки і Парку Перемоги на Поклонній горі.

## Колійний розвиток
До 7 січня 2008, коли було відкрито рух до «Строгіно», станція була кінцевою, при цьому готові колії за нею були змонтовані більш ніж на кілометр. Для обороту потягів були побудовані два з'їзди — пошерсний і протишерсний. Відсутні оборотні тупики. Також у західній горловині станції є з'їзди на колії Солнцевської лінії

## Технічна характеристика
Конструкція станції — пілонна трисклепінна (глибина закладення — 73, 6 м). Споруджена за індивідуальним проектом з монолітного бетону за новою технологією з випереджаючим зведенням пілонів і фундаментів колійних стін. Оздоблення з монолітного бетону, що нагнітався за попередньо зварені листи металевої опалубки.

## Оздоблення
Тема оформлення — 3-я Вітчизняна війна і 1-а Вітчизняна війна. 3-й Вітчизняній війні присвячено панно у західному торці північного залу, а 1-й Вітчизняній війні присвячено аналогічне панно в східному торці південного залу (автор обох — Зураб Церетелі). Східний торець північного залу оздоблено сірим і чорним мармуром. Забарвлення двох залів «дзеркальна» — в одному з них білі пілони та коричневі колійні стіни, в іншому — навпаки. Забарвлення підлоги в двох залах теж різна: в північному залі використано полірований граніт червоного та сірого кольорів, у південному — чорного і сірого. Обидва зали освітлюються прихованими за карнизом світильниками.

## Історія
Станція була одним з довгобудів московського метро: роботи з будівництва були розпочаті в 1990, за кілька років заморожені через відсутність фінансування. Протягом усіх 1990-х років станція позначалася на схемах як та що будується, хоча реально роботи не велися до початку 2000-х. Станція і велика частина перегінних тунелів побудована силами ВАТ «Трансінжстрой» і була відкрита 6 травня 2003.
21 березня 2013 тупик у південному залі станції було сполучено зі споруджуваним тунелем Солнцевської лінії, укладання колії завершилося у грудні 2013 року.
31 жовтня 2013 щит «Софія» марки Robbins, виготовлений у США в 2012 році, закінчив проходку лівого перегінного тунелю на дистанції Калінінсько-Солнцевської лінії між станціями «Діловий Центр» і «Парк Перемоги». За 10 місяців щит подолав відстань у 1888 м. Траса лінії пройшла під Третім транспортним кільцем, Малим кільцем МЗ, Москвою-рікою, Кутузовським проспектом, а також під чинною Арбатсько-Покровською лінією метро. Проходка велася на глибині 86-88 метрів, у тому числі у твердих скельних породах. При проходці на цій дистанції вперше у Москві був використаний унікальний спосіб видачі ґрунту на поверхню — за допомогою вертикального конвеєра.

## Пересадки
- Автобуси: м2, м7, 116, 157, 239, 297, 474, 622, 840, т34, т39к, н2; 
  - обласні: 339, 442, 454, 457, 477, 523
- Залізнична платформа  Поклонна